# Tênis nos Jogos Pan-Americanos de 2011
O tênis nos Jogos Pan-Americanos de 2011 foi disputado nas quadras do Complexo Telcel de Tênis em Guadalajara, no México. Foram realizados os torneios individual e em duplas masculino e feminino e o torneio de duplas mistas entre 17 e 22 de outubro.

## Calendário
| Outubro | 13 | 14 | 15 | 16 | 17 | 18 | 19 | 20 | 21 | 22 | 23 | 24 | 25 | 26 | 27 | 28 | 29 | 30 |
| ------- | -- | -- | -- | -- | -- | -- | -- | -- | -- | -- | -- | -- | -- | -- | -- | -- | -- | -- |
| Tênis   |    |    |    |    |    |    |    |    | 3  | 2  |    |    |    |    |    |    |    |    |

|  | Dia de competição |  | Dia de final |

## Países participantes
Abaixo, a quantidade de atletas enviados por cada país, de acordo com o evento.
| CON                      | Masculino | Feminino | Total |
| ------------------------ | --------- | -------- | ----- |
| ARG Argentina            | 3         | 3        | 6     |
| BAH Bahamas              | 1         |          | 1     |
| BAR Barbados             | 2         |          | 2     |
| BOL Bolívia              | 2         | 1        | 3     |
| BRA Brasil               | 3         | 3        | 6     |
| CAN Canadá               | 2         | 1        | 3     |
| CHI Chile                | 3         | 3        | 3     |
| COL Colômbia             | 3         | 3        | 6     |
| CUB Cuba                 | 1         | 1        | 2     |
| DOM República Dominicana | 2         |          | 2     |
| ECU Equador              | 3         | 1        | 4     |
| ESA El Salvador          | 2         |          | 2     |
| GUA Guatemala            | 2         |          | 2     |
| HAI Haiti                | 1         |          | 1     |
| MEX México               | 3         | 3        | 6     |
| PAR Paraguai             | 2         | 2        | 4     |
| PER Peru                 | 3         | 3        | 6     |
| PUR Porto Rico           | 1         | 2        | 3     |
| USA Estados Unidos       | 3         | 2        | 5     |
| URU Uruguai              | 3         |          | 3     |
| VEN Venezuela            | 3         | 3        | 6     |
| Total de atletas         | 48        | 31       | 80    |
| Total de CONs            | 20        | 14       | 21    |

## Medalhistas
Masculino
| Evento           | Ouro                                           | Prata                                            | Bronze                                           |
| ---------------- | ---------------------------------------------- | ------------------------------------------------ | ------------------------------------------------ |
| Simples detalhes | Robert Farah COL Colômbia                      | Rogério Dutra Silva BRA Brasil                   | Víctor Estrella DOM República Dominicana         |
| Duplas detalhes  | Juan Sebastián Cabal Robert Farah COL Colômbia | Júlio César Campozano Roberto Quiroz ECU Equador | Nicholas Monroe Greg Ouelette USA Estados Unidos |

Feminino
| Evento           | Ouro                                            | Prata                                             | Bronze                                      |
| ---------------- | ----------------------------------------------- | ------------------------------------------------- | ------------------------------------------- |
| Simples detalhes | Irina Falconi USA Estados Unidos                | Mónica Puig PUR Porto Rico                        | Christina McHale USA Estados Unidos         |
| Duplas detalhes  | María Irigoyen Florencia Molinero ARG Argentina | Irina Falconi Christina McHale USA Estados Unidos | Catalina Castaño Mariana Duque COL Colômbia |

Misto
| Evento          | Ouro                                              | Prata                                                     | Bronze                                          |
| --------------- | ------------------------------------------------- | --------------------------------------------------------- | ----------------------------------------------- |
| Duplas detalhes | Ana Paula de la Peña Santiago González MEX México | Andrea Koch-Benvenuto Guillermo Rivera-Aránguiz CHI Chile | Ana Clara Duarte Rogério Dutra Silva BRA Brasil |

## Quadro de medalhas
| Ordem | País                     | Medalha de ouro | Medalha de prata | Medalha de bronze |    |
| ----- | ------------------------ | --------------- | ---------------- | ----------------- | -- |
| 1     | COL Colômbia             | 2               |                  | 1                 | 3  |
| 2     | USA Estados Unidos       | 1               | 1                | 2                 | 4  |
| 3     | ARG Argentina            | 1               |                  |                   | 1  |
|       | MEX México               | 1               |                  |                   | 1  |
| 5     | BRA Brasil               |                 | 1                | 1                 | 2  |
| 6     | CHI Chile                |                 | 1                |                   | 1  |
|       | ECU Equador              |                 | 1                |                   | 1  |
|       | PUR Porto Rico           |                 | 1                |                   | 1  |
| 9     | DOM República Dominicana |                 |                  | 1                 | 1  |
| TOTAL | TOTAL                    | 5               | 5                | 5                 | 15 |